# 汽车玻璃
车辆玻璃是指汽車上安裝的玻璃，擋風玻璃、侧窗和后窗以及天窗玻璃均屬於車輛玻璃。人們按下按钮或开关或使用手动曲柄就可以固定或升高和降低侧窗玻璃。后窗玻璃由強化玻璃製成。挡风玻璃由夾層玻璃製成。 